# Forte Bridger
Fort Bridger foi originalmente um posto avançado de comércio de peles norte-americano do século XIX, estabelecido em 1842, em Blacks Fork no Green River, no que hoje é o Condado de Uinta, Wyoming, Estados Unidos. Local que se tornou um ponto de reabastecimento vital pelos trilhos de trem de Oregon, Califórnia e Mórmon. O Exército dos EUA estabeleceu um posto militar naquele local em 1858 durante a Guerra de Utah, que foi finalmente fechado em 1890. Uma pequena cidade, Fort Bridger, Wyoming, localizada perto do forte também recebeu esse nome em sua homenagem.

## Posto de troca de Bridger
O posto de comércio foi estabelecido pelo homem da montanha Jim Bridger, que lhe deu o nome, e Louis Vasquez. Em Dezembro de 1843, Bridger escreveu a Pierre Chouteau Jr.: "Estabeleci um pequeno forte, com uma ferraria e um suprimento de ferro na estrada de emigrantes em Black Fork de Green River, que promete bastante." De acordo com Stanley Vestal, "Seu forte era constituído simplesmente em um cercado de oito pés, com um curral mais ao norte. Dentro desse cercado haviam quatro cabanas de madeira com telhados planos de terra. Em uma dessas cabanas ficavam a forja e a bancada de carpinteiro de Bridger, em outra ficava sua loja, na terceira sua família e possíveis visitantes, enquanto a quarta era a moradia de seu parceiro." Em 19 de Outubro de 1852, a Sra. Benjamin G. Ferris visitou seu marido e descreveu o forte como "- um edifício de madeira longo, baixo e robustamente construído, cercado por um muro alto de madeira cravada no chão." Em 9 de Março de 1854, Bridger entrou com uma ação no Escritório Geral de Terras dos Estados Unidos, pelos 3.800 acres (1.500hectares) ao redor do forte.
Richard Francis Burton visitou o forte em Agosto de 1860 e mais tarde descreveu: "O Coronel Bridger, quando era um comerciante indígena, colocou este posto em uma espécie de terreno neutro entre as tribos dos Snakes e os Crows (Hapsaroke) ao norte, os Oglalas e outros Sioux ao leste, os Arapahoes e Cheyennes ao sul e várias tribos de Yutas (Utahs) ao sudoeste."  Bridger, talvez a figura mais pitoresca do início do Wyoming, era frequentemente chamado de " Daniel Boone " das montanhas rochosas. Bridger Pass também recebeu seu nome em sua homenagem.
Em 1845, Lansford Hastings publicou um guia intitulado Guia do Emigrante para Oregon e Califórnia, que aconselhava os emigrantes da Califórnia a deixarem a Trilha do Oregon em Fort Bridger, passarem pela Cordilheira Wasatch através do Deserto do Grande Lago Salgado (uma viagem de 80 milhas sem água), contornassem as Montanhas Ruby e retornassem até a Trilha da Califórnia cerca de sete milhas a oeste da moderna Elko, Nevada (hoje Emigrant Pass￼). O malfadado grupo Donner-Reed seguiu essa rota, ao longo da qual foram recebidos por um cavaleiro enviado por Hastings para entregar cartas aos emigrantes viajantes. Em 12 de Julho, os Donners e os Reeds receberam uma dessas cartas, na qual, entre outras mensagens, Hastings afirmava ter "construído uma nova e melhor estrada para a Califórnia" e disse que estaria esperando em Fort Bridger para guiar os emigrantes ao longo do novo atalho.

## Mórmons e Fort Supply
Em 7 de Julho de 1847, Orson Pratt estava entre o primeiro grupo de mórmons a ter chegado ao forte. Ele descreveu o forte como, "O posto de Bridger consiste em duas casas de madeira adjacentes, telhados de terra e um pequeno pátio de estacas de toras fixadas no solo e com cerca de 2,4 metros de altura". Nove alojamentos nativos estavam localizados nas proximidades.
Com a chegada dos pioneiros mórmons em 1847, surgiram disputas entre Bridger e os novos colonos. Em 1853, uma milícia de mórmons foi enviada para prendê-lo por vender álcool e armas de fogo aos nativos americanos, uma violação da Lei Federal.  Ele escapou da captura e retornou temporariamente ao leste. Perto do forte existente, os mórmons estabeleceram seu próprio forte de suprimento no mesmo ano. Em 1855, os mórmons tomaram conta de Fort Bridger, tendo-o comprado por 8.000 dólares em moedas de ouro.  Os mórmons alegaram, apesar das negações de Bridger, que haviam comprado o forte de Vasquez. Houve uma escritura datada de 3 de Agosto de 1855, registrada em 21 de Outubro de 1858, em Salt Lake City, no Livro de Registros B. p. 128, que aparentemente vendeu Fort Bridger para a Igreja SUD. Os nomes de Bridger e Vasquez foram assinados por HF Morrell na presença de Alinerin Grow e William Adams Hickman, supostamente de acordo com uma procuração. Bridger estava ausente da área em 1855, atuando como guia de Sir St George Gore.

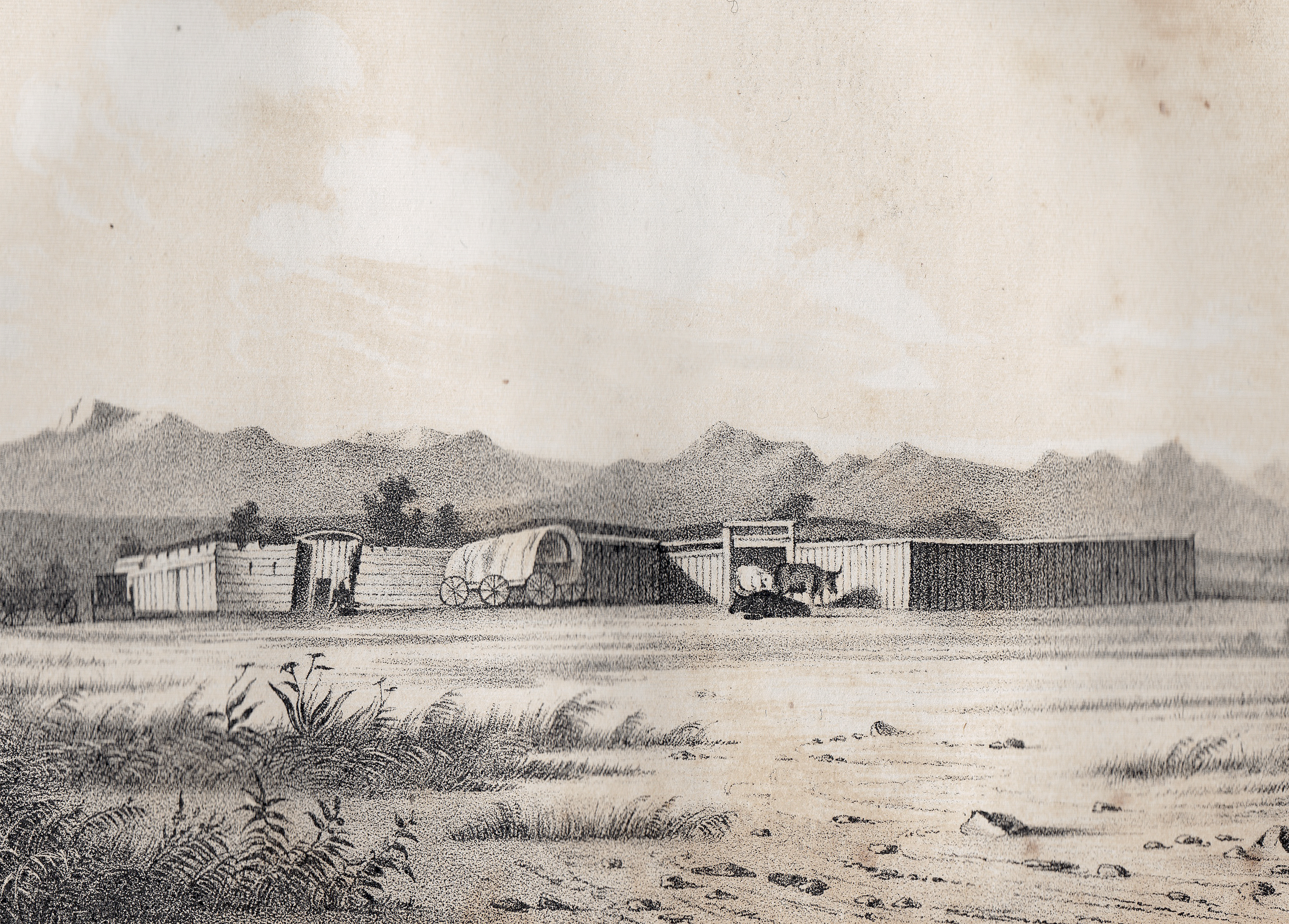
Forte Bridger, 1850

Andrew Jenson observou: "De 1853 a 1857, Fort Bridger foi um importante posto avançado 'mórmon". Orson Hyde chegou ao forte em 13 de Novembro de 1853, com 39 colonos mórmons. Eles estabeleceram o Forte Supply em Willow Creek, a cerca de 12 milhas (19 km) a sudoeste de Fort Bridger. Jenson continua afirmando: "Fort Bridger e Fort Supply foram abandonados pelos 'mórmons' em setembro de 1857, com a aproximação do exército do coronel Johnston."  :28–29

## Posto militar

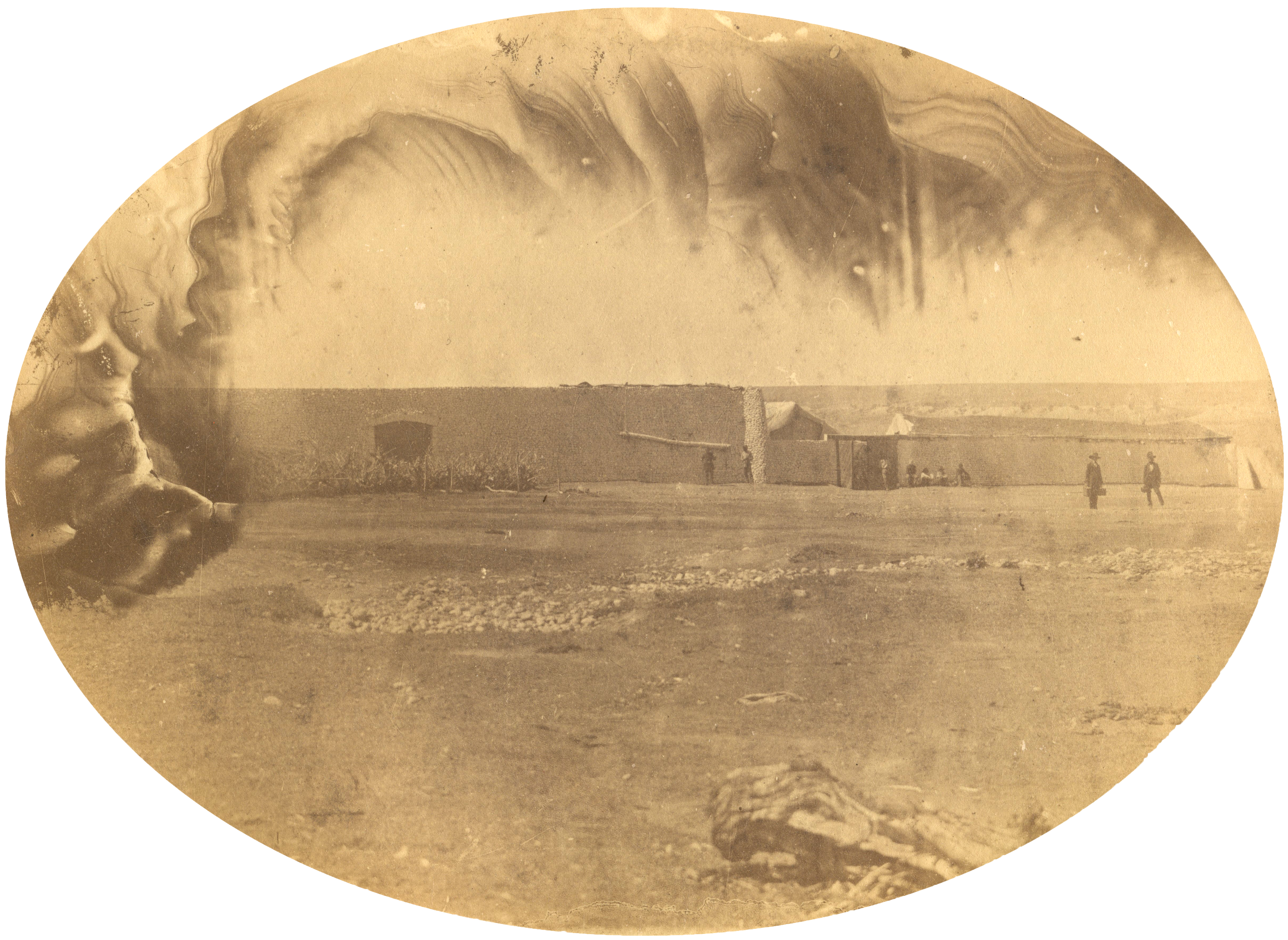
Forte Bridger, 1858. Por Samuel C. Mills, fotógrafo da expedição Simpson

Em 18 de Novembro de 1857, Bridger arrendou suas terras pesquisadas para os Estados Unidos, embora o pagamento tenha sido retido até que Bridger pudesse estabelecer o título. O Coronel Albert Sidney Johnston usaria a terra para seu exército durante a Guerra de Utah . As relações se deterioraram entre os líderes mórmons no Território de Utah e as autoridades federais em Washington, DC. O presidente James Buchanan ordenou que o Exército dos Estados Unidos empossasse um novo governador, Alfred Cumming, para substituir Brigham Young . Quando o exército de 2.500 homens avançou em Novembro de 1857, os mórmons incendiaram os edifícios de Fort Bridger. Johnston manteve seus suprimentos, com uma guarnição, dentro dos muros de pedra que permaneceram, enquanto o exército passava o inverno em Camp Scott, nas proximidades. Em Junho de 1858, quando a maioria do exército de Johnston partiu para Salt Lake City, duas companhias de tropas permaneceram para trás. As outras tropas continuaram e acabaram estabelecendo o acampamento Floyd ao sul de Salt Lake City.  :18,21–29
O major William Hoffman comandou o depósito do exército de Fort Bridger de 7 de Junho de 1858 até 17 de Agosto, quando foi substituído pelo tenente-coronel Brevet Edward Canby. Elementos da Sexta e Décima Infantaria e da Primeira Cavalaria ergueram armazéns e alojamentos para tropas. Em 14 de Julho de 1859, ordens estabeleceram uma reserva militar em Fort Bridger totalizando 500 milhas quadradas(1294993916.12 metros quadrados). O Major Richard C. Gatlin assumiu o comando em 7 de Março de 1860. O capitão Alfred Cumming assumiu o comando em 4 deJunho de 1860, seguido pelo capitão Franklin Gardner em 7 de Agosto de 1860. O capitão Jesse Gove comandou de 29 de Maio de 1861 até 9 de Agosto, quando o número de tropas foi reduzido devido às exigências da Guerra Civil Americana . O capitão MG Lewis assumiu o comando em Dezembro de 1862, seguido pelo major Noyes Baldwin em 1865. O capitão Anson Mills assumiu o comando de novembro de 1866 até Agosto de 1867.  :30–36,44
Em 1858, William A. Carter foi nomeado mordomo do posto em Fort Bridger. Talvez mais do que qualquer outro indivíduo, a história do posto gira em torno deste comerciante civil que permaneceu no centro das atividades do posto durante toda a sua vida. Quando William A. Carter morreu em novembro de 1881, sua esposa, Mary Elizabeth Hamilton Carter, tornou-se suturadora, depois renomeada como comerciante de correios até 1890. O juiz Carter era um juiz de sucessões que serviu no exército durante as Guerras Seminole. Ele administrava tanto a loja de suturas quanto os correios, sob o mesmo teto.  :32–33,49
 :47–48O chefe Washakie assinou o Tratado de Fort Bridger de 1868 no forte em 3 deJulho, que cedeu as terras Shoshone e Bannock no sudoeste de Wyoming e criou a Reserva Indígena de Wind River.
O tenente-coronel Henry Morrow esteve no comando de 9 de Novembro de 1867 até 17 de Abril de 1869. Durante esse período, as tropas de Fort Bridger ajudaram a proteger a construção da Overland Route (Union Pacific Railroad) e da Overland Stage and Mail Route. No verão de 1870, o professor Othniel Charles Marsh da Faculdade de Yale, usou o forte como acampamento base durante uma expedição geológica. O forte também foi palco do levantamento geológico conduzido por Ferdinand Vandeveer Hayden de 12 de Setembro a 1º de Outubro de 1870. :48–49,75Por fim, a expansão das ferrovias no oeste tornou este e outros fortes obsoletos. Fort Bridger foi abandonado pela primeira vez em 1878, mas foi restabelecido dois anos depois. O Exército fechou o posto em 1890, quando Wyoming se tornou um estado.

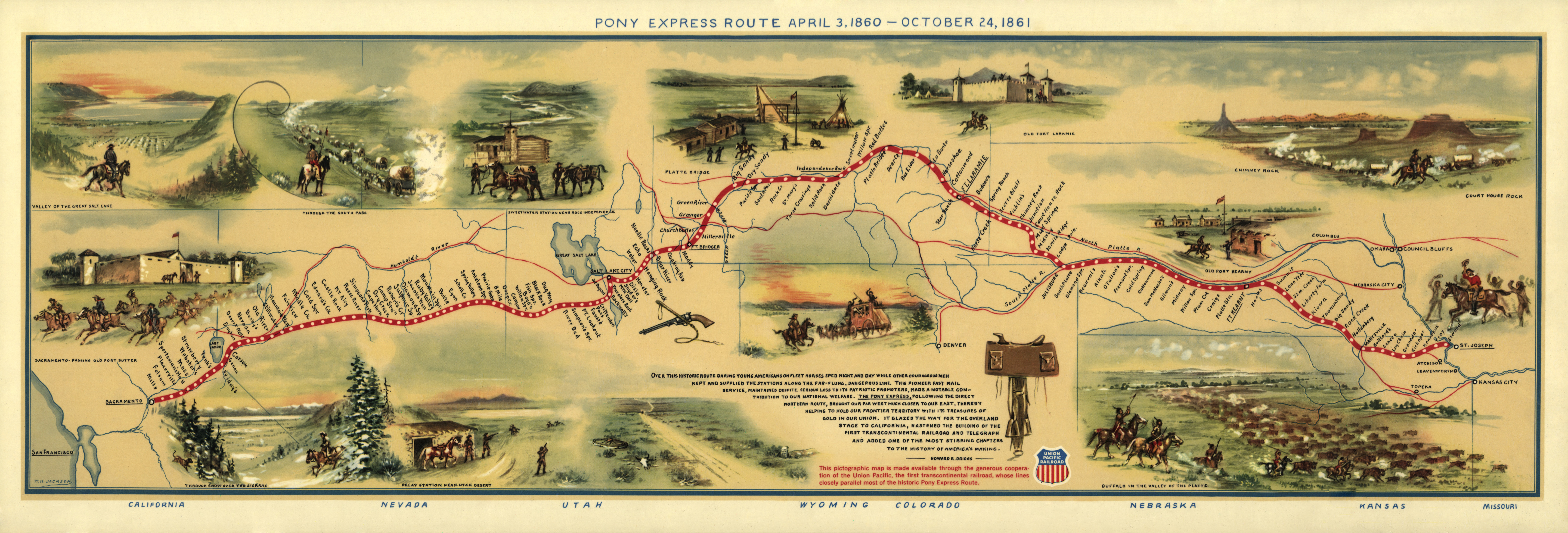
Map of the Pony Express Route in 1860
by William Henry Jackson ~ courtesy the Library of Congress

O histórico Fort Bridger tem vários edifícios antigos interessantes ainda de pé: o antigo celeiro do Pony Express e o muro de proteção mórmon.:117–119
Em 27 de Junho de 1928, o local do forte e os edifícios restantes foram vendidos para a Comissão de Marcos Históricos de Wyoming. Cerimônias de dedicação foram realizadas em 25 de Junho de 1933, estabelecendo Fort Bridger como um marco histórico e museu do Wyoming. O Encontro Anual de Carregamento de Armas de Fogo de Fort Bridger é realizado todo fim de semana do Dia do Trabalho. :72–74